# Якініку
Я́кініку (яп. 焼き肉, 焼肉) — термін японської кухні, що означає смажені на грилі страви, дослівно перекладається як «смажене м'ясо».

## Короткий опис
У ресторані, який спеціалізується на якініку, гостям зазвичай подаються сирі інгредієнти, які гості самостійно готують на спеціальному грилі, вбудованому в стіл, по кілька шматочків за раз. Потім інгредієнти вмочують в соус, званий таре, і з'їдаються. Зазвичай цей соус складається з японського соєвого соусу, змішаного з саке, міріном, цукром, часником, фруктовим соком та кунжутом.
Типові інгредієнти включають в себе: яловичину, свинину, курку, морепродукти (кальмари, креветки), овочі (болгарський перець, морква, гриби шіїтаке, цибулю, баклажани).